# Eurhadina liue
Eurhadina liue är en insektsart som beskrevs av Irena Dworakowska 2002. Eurhadina liue ingår i släktet Eurhadina och familjen dvärgstritar.
Artens utbredningsområde är Nepal. Inga underarter finns listade i Catalogue of Life.